# Nobléite
La nobléite est un minéral rare, dont la composition est celle d'un borate de calcium hydraté, de formule CaB6O9(OH)2·3H2O. Découverte dans la vallée de la Mort (Californie, États-Unis) en 1961, elle est nommée en hommage à Levi F. Noble (en), un géologue de l'USGS, en raison de ses contributions à la géologie de la région.
La nobléite a également été identifiée dans des localités au Chili, en Argentine et au Tibet. Dans sa localité type, la nobléite est associée à la colémanite, la meyerhofferite, la gowerite (it), l'ulexite, la ginorite, la sassolite, le gypse et le wad (en).

## Structure
La nobléite possède une structure cristalline dans le système monoclinique caractérisée par un bloc de construction fondamental (FBB) composé de trois tétraèdres BO4 et trois triangles BO3 qui sont reliés entre eux.
Les tétraèdres partagent un coin commun, formant ainsi des anneaux B-O à six chaînons.
Les feuilles et le plan 100 de la nobléite résultent de la polymérisation des FBB. Les cations Ca sont situés dans des trous des feuillets, tandis que des molécules d'eau se trouvent entre les feuilles.
Des polyèdres CaO6(H2O)3 sont présents, dans lesquels les atomes d'oxygène appartiennent au FBB, et qui ont une forme de bipyramide hexagonale déformée avec un sommet dédoublé.
Des liaisons hydrogène sont formées, principalement entre les feuillets, impliquant tous les groupes OH et H2O. Enfin, il est important de noter que la nobléite n'a pas la même structure cristalline que la tunellite.